# Кокандско-бухарская война (1840—1843)
Кокандско-бухарская война 1840—1843 годов — военный конфликт между Бухарским эмиратом и Кокандским ханством. На стороне Бухары участвовали казахи во главе с Кенесары Касымовым, целью которых являлся захват кокандских крепостей и городов на территории Южного Казахстана.

## Первый поход (1841)
Воспользовавшись покровительством Оренбургского ведомства, Кенесары в 1841 году объявил войну Кокандскому Ханству. Момент объявления войны был выбран удачно, так как в это же время происходила борьба между Кокандским ханством и Бухарским эмиратом.
Отряды Кенесары состояли из его батыров и туленгутов, насчитывавших около 4 тысяч человек. Кроме этого, в состав казахских войск входил со своим отрядом прославленный народный батыр — Жанкожа Нурмухамедов. В ходе начавшегося похода, к армии Казахского ханства присоединились казахи из окрестностей Ак-Мечети, Жулека и Туркестана. Кенесары начал военные действия одновременно с осады Сузака и Ташкента. Особо выделилось ожесточённое сражение за Сузак, гарнизон которого насчитывал до 5 000 человек. Осада крепости длилась 12 дней и закончилась взятием и разрушением крепости. Затем была взята крепость Сауран. Отдельные передовые отряды Кенесары к этому времени подошли к окрестностям Хазрет-и Туркестана, принадлежащего Коканду. В этом походе войска Коканда, несмотря на численное превосходство, не смогли успешно провести оборону крепостей и потерпели значительное поражение. Взятие Сузака произвело на кокандцев потрясающее впечатление и явилось крупнейшей победой Кенесары, поднявшей его авторитет в глазах казахских племён.
Генерал-губернатор Западной Сибири П. Д. Горчаков, узнав о походе Кенесары на Кокандское ханство и об избрании его Всеказахским ханом, немедленно донёс об этом оренбургскому генерал-губернатору В. А. Перовскому. Перовский же не поверил донесению Горчакова и решил удостовериться насчёт этого в диалоге с самим Кенесары. Не желая вызывать подозрений у Перовского, Кенесары дипломатично ответил, что он ханом не избран, а его нападение на Коканд вызвано тем, что он хотел выручить подвластных Оренбургскому ведомству казахов. Перовский удовлетворился ответом Кенесары и больше не воспринимал последующие донесения Горчакова взаправду.

## Участие казахов в кокандско-бухарской войне 1842—1843 годов
Историки расходятся во мнении, когда всё-таки Кенесары принял участие в кокандско-бухарской войне 1842—1843 гг.: одни считают, что интервенция началась в 1842 году со вторжения бухарской армии Насруллы во владения Коканда; однако М. И. Стеблин-Каменский  считает, что казахская интервенция началась в 1843 году.
Кенесары принял непосредственное участие в войне с Кокандским ханством в 1842 г., поддержав начавшееся казахско-киргизское восстание, направленное против Коканда, а так же отряды казахов приняли участие в осаде Коканде и Ферганском походе. Интервенция не сопровождала собой активные боевые действия Кенесары с кокандскими войсками, за исключением казахских набегов на кокандские города.

## Третий поход (1845)
Третий поход Кенесары состоялся в 1845 году. В этой кампании Кенесары Касымов снова обратился за помощью к Жанкоже Нурмухамедову: «Прошу Вас, батыр Джанхожа, кокандцы не дают нашим киргизам покоя: грабят и убивают; кокандские начальники убили ещё Вашего старшего брата Сарманбия, — поэтому прошу, если Вы согласны разрешить, и я соберу из Большой орды и из Средней орды джигитов и приеду в город Сузак, а Вы тоже соберёте из Малой орды джигитов, приезжайте воевать с кокандцами в Сузак».
Жанкожа-батыр согласился на участие в походе. В ходе боевых действий казахи вновь осадили и завладели Созаком, Жулеком, Турсунбаем и Бошай-Курганом. Ладыженский в донесении, основанном на показаниях лазутчиков, писал, что Кенесары: «послал (людей) на Сыр-Дарью к киргизам, кочующим на кокандских землях, успел угрозами привлечь из них до 700 человек и вместе с ними в числе 1 000 киргиз разбил три кокандских укрепления».
Осенью Кенесары намеревался полностью завоевать Кокандское ханство и начинает осаду Ак-Мечети, однако безуспешно, из-за болезни холеры, распространившаяся среди казахского войска, Кенесары снимает осаду и уходит в степь.

## Четвёртый поход (1846)

### Предыстория
Осенью 1845 года отряды русской армии и ополчений пророссийских казахских султанов выдвинулись для подавления восстания Кенесары в казахскую степь, в юго-восточные районы Казахстана, к полуострову Камал (полуостров озера Балхаш). По прибытии к полуострову русские предприняли первую неудачную попытку взятия острова и впоследствии заблокировали его. Кенесары с боями удалось прорваться и уйти к реке Или, откуда он перенаправил свой удар на Кокандское ханство и северных киргизов.

### Поход
В октябре 1846 года Кенесары вновь объединил силы с Жанкожой Нурмухамедовым и организовал четвёртый поход против Кокандского ханства. Союзнические силы заняли Созак. Но через время отношения между батыром и ханом ухудшились, и вскоре они разделились. Причиной этому были разные приоритеты: для Жанкожи — война против Хивы, в то время как для Кенесары — месть кокандцам за убийство его отца и брата в 1836 и 1840 гг.